# Godwin Machibe
Godwin Mawila Machibe (ur. 27 kwietnia 1977 w Francistown) – botswański koszykarz, uczestnik Mistrzostw Afryki 2005.
W 2005 roku wziął udział w Mistrzostwach Afryki, gdzie reprezentacja Botswany odpadła już po rundzie eliminacyjnej. Podczas tego turnieju wystąpił w czterech meczach, w których zdobył siedem punktów. Zanotował także dwie zbiórki ofensywne i cztery zbiórki defensywne. Ponadto miał na swym koncie także trzy faule i pięć strat. W sumie na parkiecie spędził około 32 minuty.